# Боровка (приток Вязьмы)
Боровка — река в Калининском районе Тверской области России. Исток — у села Пушкино, рядом с автодорогой Р90 — на участке между Тверью и посёлком Лотошино. Протекает в болотистой местности и впадает в реку Вязьму (приток Шоши) в 19 км от устья по левому берегу, у деревни Букстово. Длина — 11 км.

## Данные водного реестра
По данным государственного водного реестра России относится к Верхневолжскому бассейновому округу, водохозяйственный участок реки — Волга от города Тверь до Иваньковского гидроузла (Иваньковское водохранилище), речной подбассейн реки — бассейны притоков (Верхней) Волги до Рыбинского водохранилища. Речной бассейн реки — (Верхняя) Волга до Куйбышевского водохранилища (без бассейна Оки).
Код объекта в государственном водном реестре — 08010100712110000002565.